# Суданская мабуя
Суданская мабуя (лат. Trachylepis brevicollis) — вид пресмыкающихся семейства сцинковых рода африканских мабуй. Ареал включает Восточную Африку и Аравийский полуостров. Может представлять собой комплекс видов.

## Внешний вид

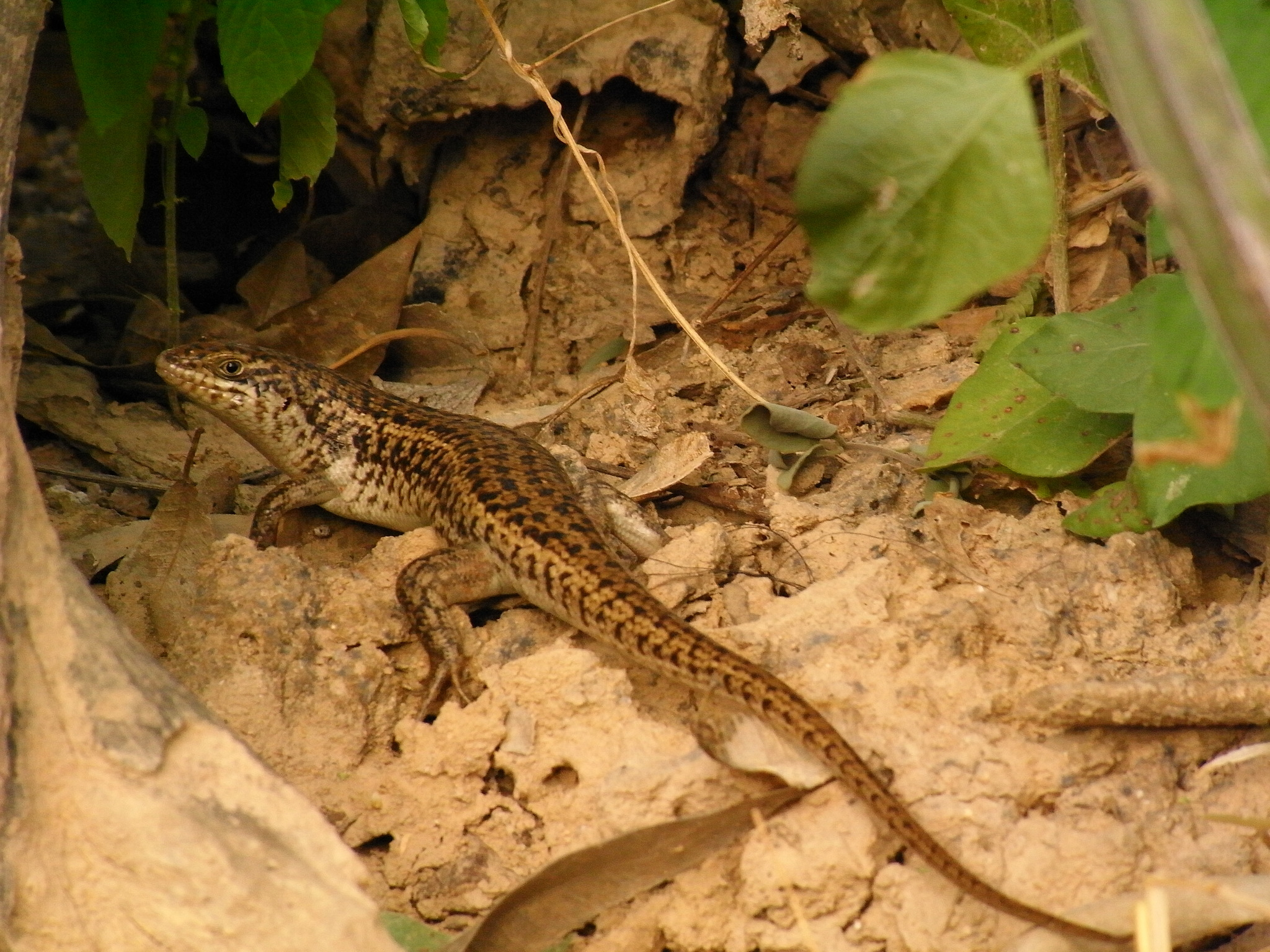
Суданская мабуя из Дофара (Оман)

Крупный сцинк крепкого телосложения с круглым толстым телом длиной (без хвоста) до 14 см. Голова не шире шеи. Межчелюстной щиток не касается ноздри. Перед глазом обычно пять верхнегубных щитков. Первый надглазничный щиток касается лобного. Ушное отверстие вытянутое, с заострёнными чешуйками на переднем крае. Чешуи на спине, боках и шее с двумя, редко тремя, рёбрышками. У особей, населяющих Аравийский полуостров, вокруг середины тела 28—37 рядов чешуй. Хвост в 1,2—1,6 раз длиннее тела. Окраска спинной стороны тела очень разнообразна. В Дофаре новорождённые сцинки тёмные с жёлтыми пятнами, исчезающими с возрастом. Взрослые самцы тёмно- или светло-коричневые со светлыми пятнами, разбросанными по телу, чёрной головой и красноватым горлом. Самки более пёстрые, с рядом тёмных пятен на спине.

## Ареал
Распространён на Аравийском полуострове и в Африке от Танзании на юге через Кению, Уганду, Судан, Эфиопию, Сомали и Эритрею до Йемена, Саудовской Аравии и Омана.

## Образ жизни
Ведёт дневной наземный образ жизни. Обитает на каменистых склонах, покрытых травянистой и кустарниковой растительностью, орошаемых плантациях и в садах. Питается в основном насекомыми и другими членистоногими, но может также поедать растения и мелких позвоночных. Живородящий вид. Самки рождают 3—11 детёнышей.